# زانا بروخورينكو
زانا بروخورينكو (بالروسية: Жанна Трофимовна Прохоренко)‏ هي ممثلة روسية (وحملت سابقاً جنسية الاتحاد السوفيتي)، ولدت في 11 مايو 1940 في أوكرانيا، وتوفيت في 1 أغسطس 2011 بموسكو في روسيا بسبب سرطان. بدأت مشوارها المهني سنة 1959، ومن الجوائز التي نالتها ميدالية العمالة الباسلة ‏ وفنان الشعب لجمهورية روسيا السوفيتية الاتحادية الاشتراكية ‏ ووسام شارة الشرف.

## جوائز
- ميدالية العمالة الباسلة [الإنجليزية]‏
- فنان الشعب لجمهورية روسيا السوفيتية الاتحادية الاشتراكية [الإنجليزية]‏
- وسام شارة الشرف

## وصلات خارجية
- زانا بروخورينكو على موقع IMDb (الإنجليزية)
- زانا بروخورينكو على موقع ألو سيني (الفرنسية)
- زانا بروخورينكو على موقع أول موفي (الإنجليزية)
- زانا بروخورينكو على موقع قاعدة بيانات الأفلام السويدية (السويدية)
- زانا بروخورينكو على موقع قاعدة بيانات الفيلم (الإنجليزية)
- زانا بروخورينكو على موقع كينوبويسك (الروسية)